# Александар Стояновський
Александар Стояновський (мак. Александар Стојановски; нар. 4 лютого 1983, Скоп'є, СР Македонія) — македонський футболіст, нападник.

## Життєпис
Футбольну кар'єру розпочав у 2004 році в складі «Беласиці» з Першої ліги Македонії. У своєму дебютному сезоні відзначився 26-а голами, завдяки чому став найкращим бомбардиром чемпіонату. У 2005 році виїхав до Хорватії, де виступав за «Цибалію» з Першої ліги. Наступного сезону повернувся на батьківщину, у складі «Побєди» виграв національний чемпіонат. У 2007 році захищав кольори представника Професіональної групи А Болгарії «Беласиця» (Петрич). Після цього повернувся в Македонію, де виступав за «Напредок», «Македонія Гьорче Петров», «Тетекс». У 2012 році виступав у складі представника Канадської футбольної ліги «Сербіан Вайт Іглз», а також «Леотара» з Прем'єр-ліги Боснії і Герцеговини. У 2012 році повернувся до Македонії, де виступав за «Мілано» (Куманово), «Сілекс» та «Горно Лисиче». У 2015 році повернувся до КФЛ, де виступав за «Йорк Ріджн Шутерс», з вище вказаним клубом Александр наступного сезону виграв регулярну частину чемпіонату.